# Ceroplesis millingeni
Ceroplesis millingeni là một loài bọ cánh cứng trong họ Cerambycidae.